# Relaciones Ecuador-Tailandia
Las relaciones Ecuador-Tailandia son las relaciones internacionales entre la República del Ecuador y el Reino de Tailandia. Las dos partes disfrutan de una buena cooperación y se apoyan mutuamente a nivel multilateral. En diversos marcos como las Naciones Unidas y el Foro de Cooperación Asia Oriental-América Latina (FOCALAE), además, tanto Tailandia como Ecuador actúan como estados observadores de la alianza del Pacífico (Alianza del Pacífico: AP), con Ecuador en el proceso. de ajustar su estatus a Estado Asociado del grupo.

## Relaciones generales
Tailandia y Ecuador tienen relaciones fluidas pero no estrechas. Desde el establecimiento de relaciones diplomáticas entre ellos el 15 de enero de 1980 (44° aniversario en 2024), se han intercambiado visitas de vez en cuando. Actualmente, la Embajada Real de Tailandia en Lima, Perú, tiene un territorio que abarca además el Ecuador. La parte tailandesa ha abierto un consulado honorario en Quito, mientras que la parte ecuatoriana aún está considerando la asignación de una nueva embajada ecuatoriana con territorio que cubra Tailandia. Tras el cierre de la Embajada de Ecuador en Malasia Incluyendo el proceso de contratación de un nuevo Cónsul Honorario del Ecuador en Bangkok.
El 16 de abril de 2016, el gobierno tailandés donó 100.000 dólares para brindar asistencia humanitaria a las víctimas del terremoto de 7,8 Richter al gobierno de Ecuador y PTT Public Company Limited también donó 80.000 dólares al gobierno ecuatoriano.

## Relaciones políticas
Tailandia y Ecuador cuentan con un mecanismo de consulta política (Consultas Políticas) entre las cancillerías de ambas partes. Ya hubo una reunión anteriormente, y Ecuador fue el anfitrión de la reunión en Quito en 2016.

## Relaciones económicas
En 2023, Ecuador era el séptimo socio comercial de Tailandia en la región de América Latina. Con un valor comercial total de 316,18 millones de dólares estadounidenses, una disminución del 2,24 por ciento con respecto a 2022, que consiste en el valor de las exportaciones tailandesas a Ecuador por un monto de 259,60 millones de dólares estadounidenses. y importaciones tailandesas desde Ecuador por un monto de 56,57 millones de dólares estadounidenses. Tailandia tiene un superávit comercial de 203,03 millones de dólares estadounidenses.
Las exportaciones tailandesas a Ecuador incluyen (1) automóviles, equipos y componentes, (2) motores de combustión interna de pistón y sus componentes, (3) máquinas para lavar y limpiar en seco y sus componentes, (4) productos de caucho y (5) hilados de fibras artificiales. e hilo. 
Las importaciones tailandesas desde Ecuador incluyen (1) animales acuáticos frescos, refrigerados, congelados, procesados y semiacabados, (2) productos químicos, (3) café, té, especias, (4) plantas para la cría y (5) hierro, acero. y productos.

## Cooperación académica
El Ministerio de Relaciones Exteriores financia los Cursos Internacionales Anuales de Capacitación (AITC). Durante 2020 – 2023, 60 becarios ecuatorianos participaron en cursos sobre filosofía de economía de suficiencia, salud pública, seguridad alimentaria. cambio climático,etc.